# 博夫尔
博夫尔（法語：Boffres，法語發音：[bɔfʁ]）是法国阿尔代什省的一个市镇，属于罗讷河畔图尔农区。

## 地理
博夫尔（44°55'14"N, 4°42'11"E）面积30.1 平方千米，位于法国奥弗涅-罗讷-阿尔卑斯大区阿尔代什省，该省份为法国东南部内陆省份，北起顺时针与卢瓦尔省、伊泽尔省、德龙省、沃克吕兹省、加尔省、洛泽尔省和上盧瓦爾省接壤。
与博夫尔接壤的市镇（或旧市镇、城区）包括：阿尔布西耶尔、韦尔努新堡、吉亚克和布吕扎克、圣巴泰勒米-格罗宗、圣于连勒鲁、图洛、维瓦赖地区韦尔努。

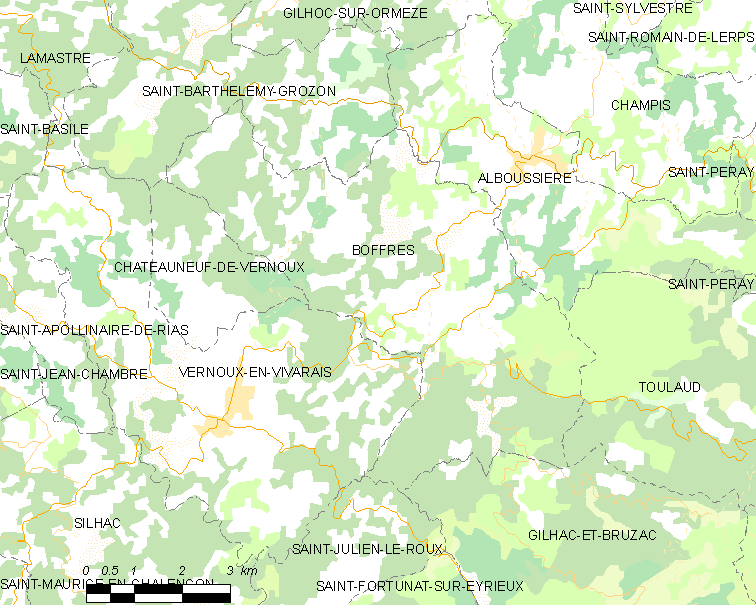
博夫尔的OSM定位图

博夫尔的时区为UTC+01:00、UTC+02:00（夏令时）。

## 行政
博夫尔的邮政编码为07440，INSEE市镇编码为07035。

## 政治
博夫尔所属的省级选区为罗讷-埃里约县。

## 人口

1962-2008年间博夫尔人口变化图示

博夫尔于2022年1月1日时的人口数量为618人。